# Evgenij Ustjugov
Evgenij Romanovič Ustjugov (in russo Евгений Романович Устюгов?; traslitterazione anglosassone Yevgeny Romanovich Ustyugov; Krasnojarsk, 4 giugno 1985) è un ex biatleta russo.

## Biografia
Evgenij Ustjugov, attivo dalla stagione 2004-2005, ai Mondiali juniores di Presque Isle 2006 vinse la medaglia d'oro nell'individuale e nell'inseguimento e quella d'argento nella staffetta; esordì in Coppa del Mondo l'8 gennaio 2009 nella staffetta di Oberhof (la squadra russa fu squalificata) e ai Campionati mondiali a Pyeongchang 2009, dove si classificò 55ª nell'individuale, 47ª nella sprint, 20ª nell'inseguimento e 6ª nella staffetta. In Coppa del Mondo conquistò il primo podio l'11 dicembre 2009 nella sprint di Hochfilzen (3º), la prima vittoria il 20 dicembre successivo nell'inseguimento di Pokljuka e l'ultima vittoria convalidata, nonché ultimo podio, il 17 gennaio 2010 a Ruhpolding in staffetta.
Nel maggio 2025 il Tribunale Arbitrale dello Sport respinse l'ultimo ricorso di Ustjugov contro la squalifica per doping comminatagli dell'International Biathlon Union e confermò la revoca di tutti i risultati ottenuti dallo sciatore tra il 24 gennaio 2010 e la fine della stagione 2013-2014, quando si ritirò; tra i risultati revocati figurano 3 medaglie olimpiche (gli ori nella partenza in linea a Vancouver 2010 e nella staffetta a Soči 2014 e il bronzo nella staffetta a Vancouver 2010), 2 medaglie iridate (gli argenti nella partenza in linea e nella staffetta a Chanty-Mansijsk 2011), 14 podi in Coppa del Mondo (con 2 vittorie) e la Coppa del Mondo di partenza in linea assegnatagli nel 2010.

## Palmarès

### Mondiali juniores
- 3 medaglie:
  - 2 ori (individuale, inseguimento a Presque Isle 2006)
  - 1 argento (staffetta a Presque Isle 2006)

### Europei
- 1 medaglia:
  - 1 argento (sprint a Ufa 2009)

### Coppa del Mondo
- Miglior piazzamento in classifica generale: 19º nel 2010
- 6 podi (4 individuali, 2 a squadre):
  - 3 vittorie (2 individuali, 1 a squadre)
  - 2 secondi posti (1 individuale, 1 a squadre)
  - 1 terzo posto (individuale)

## Onorificenze

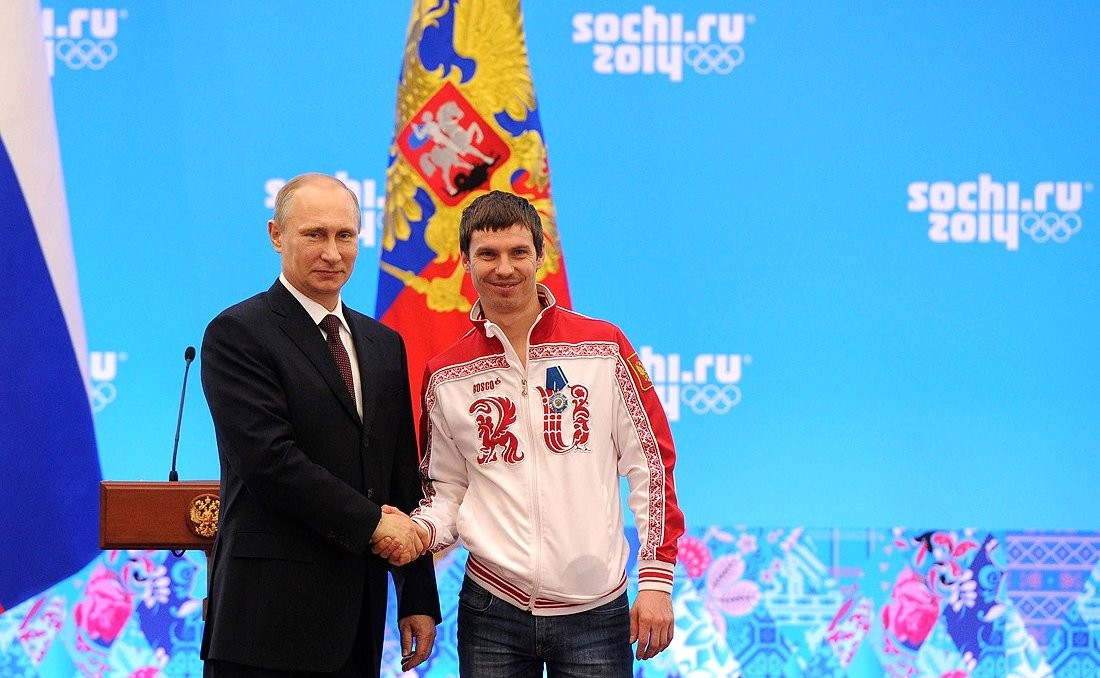
Il conferimento dell'Ordine d'onore a Evgenij Ustjugov da parte di Vladimir Putin

#### Coppa del Mondo - vittorie
| Data             | Località   | Nazione  | Specialità                                          |
| ---------------- | ---------- | -------- | --------------------------------------------------- |
| 20 dicembre 2009 | Pokljuka   | Slovenia | PU                                                  |
| 9 gennaio 2010   | Oberhof    | Germania | SP                                                  |
| 17 gennaio 2010  | Ruhpolding | Germania | RL (con Ivan Čerezov, Anton Šipulin e Maksim Čudov) |

Legenda:

SP = sprint

PU = inseguimento

RL = staffetta